# Семионовский район
Семионовский район — административно-территориальная единица в составе Рязанской области РСФСР, существовавшая в 1944—1956 годах. Административный центр — село Семион.

## История
Семионовский район был образован 1 марта 1944 года в составе Рязанской области из части территории Кораблинского района.
По данным 1945 года район включал 27 сельсоветов: Асановский, Асниковский, Бестужевский, Быковский, Воротский, Демьяновский, Зарановский, Ищердский, Каменский, Ключанский, Курбатовский, Лесуновский, Незнановский, Неретинский, Никитинский, Октябрьский, Пахомовский, Петровский, Пустотинский, Роговский, Семионовский, Троицкий, Ухорский, Хомутский, Чемодановский, Юмашевский и Юраковский.
5 апреля 1956 года Семионовский район был упразднён, а его территория передана в Кораблинский район.